# Lower Mainland

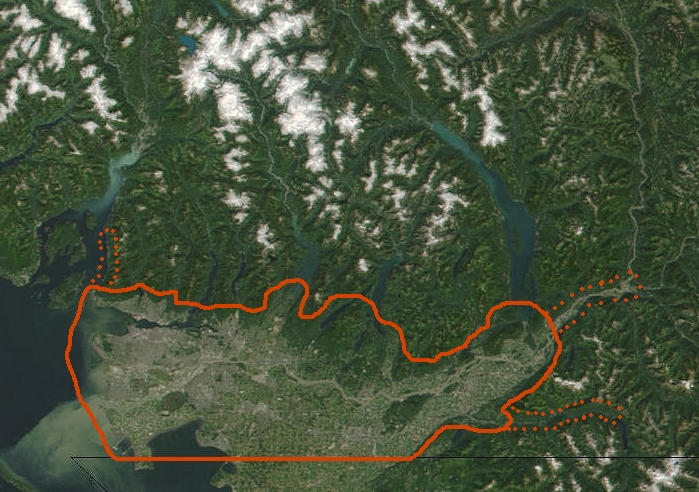
Lower Mainland, contornada por uma linha.

Lower Mainland é um nome comumente aplicado à região em torno da cidade de Vancouver, localizada na província da Colúmbia Britânica no Canadá. A partir de 2011, 2.590.921 pessoas (59% da população total da Colúmbia Britânica), viviam na região. Dezesseis dos trinta municípios mais populosos da província estão localizados em Lower Mainland.
Embora o termo "Lower Mainland" tenha sido registrado desde o período mais antigo de assentamento não-nativo na Colúmbia Britânica, nunca foi oficialmente definido em termos legais. O Sistema de Informações de Nomes Geográficos da Colúmbia Britânica (BCGNIS) comenta que a maioria dos moradores de Vancouver podem considerar o Lower Mainland como uma área que vai até ao oeste de Mission e Abbotsford, enquanto os residentes no resto da província consideram que a região vai do sul de Whistler até o oeste de Hope. No entanto, o termo tem sido historicamente usado popularmente por mais de um século para descrever uma região que se estende do sul de Horseshoe Bay na fronteira Canadá-Estados Unidos e no leste de Hope até o extremo leste de Fraser Valley.